# Pythonichthys microphthalmus
Espèce
Pythonichthys microphthalmus est une espèce de poissons téléostéens serpentiformes.